# Řeznovice

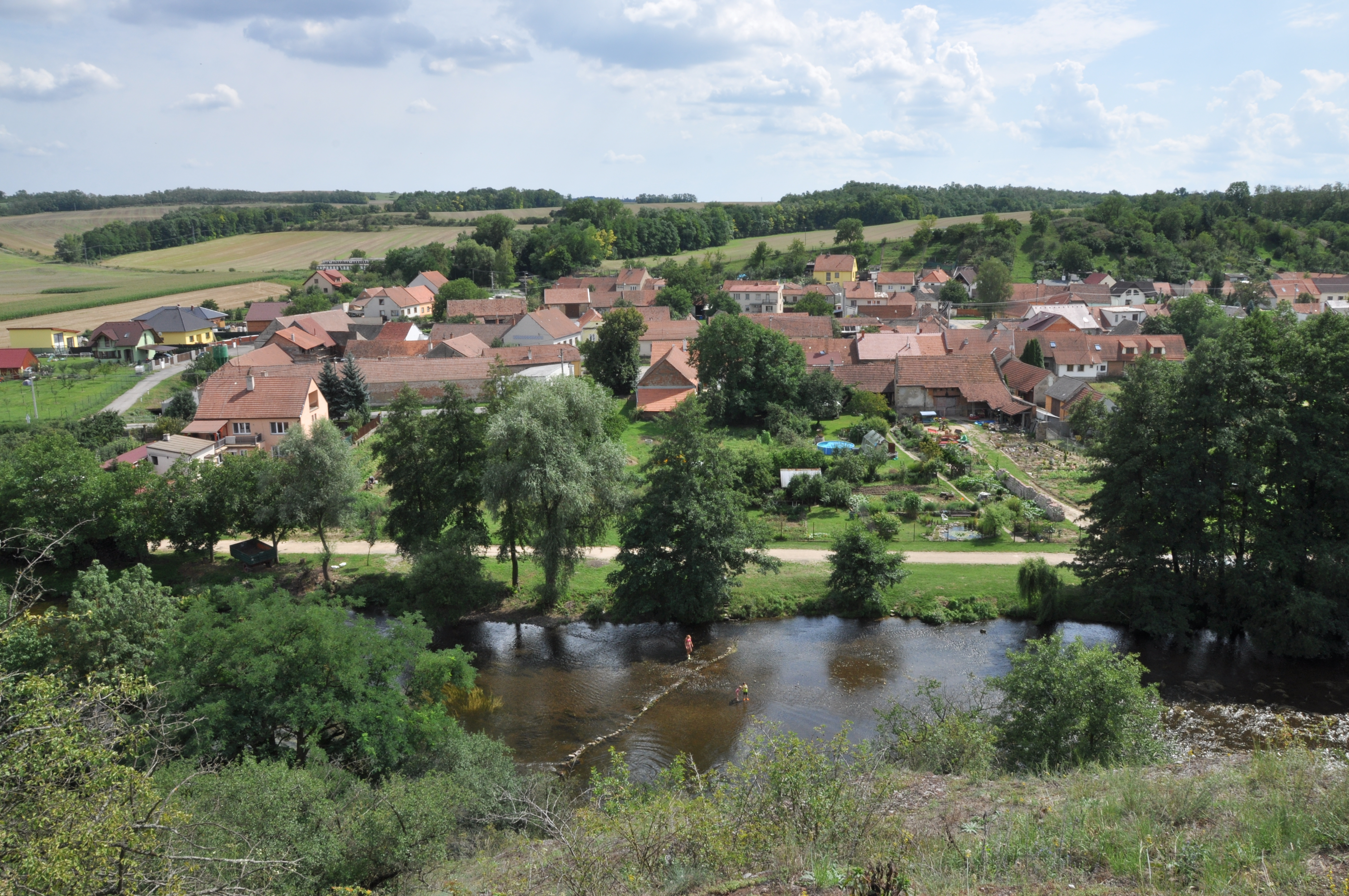
Blick über die Jihlava auf Řeznovice

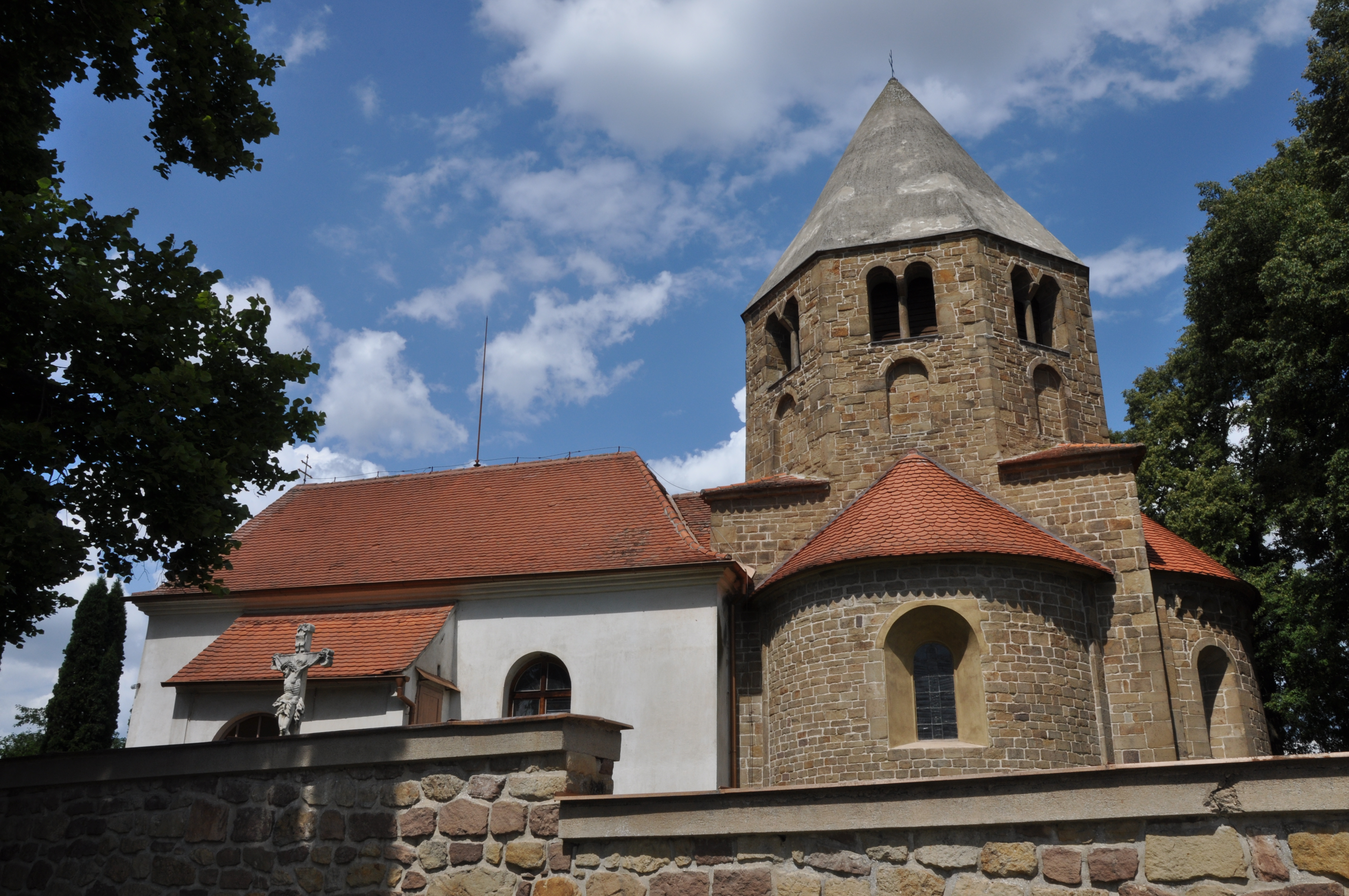
Kirche St. Peter und Paul

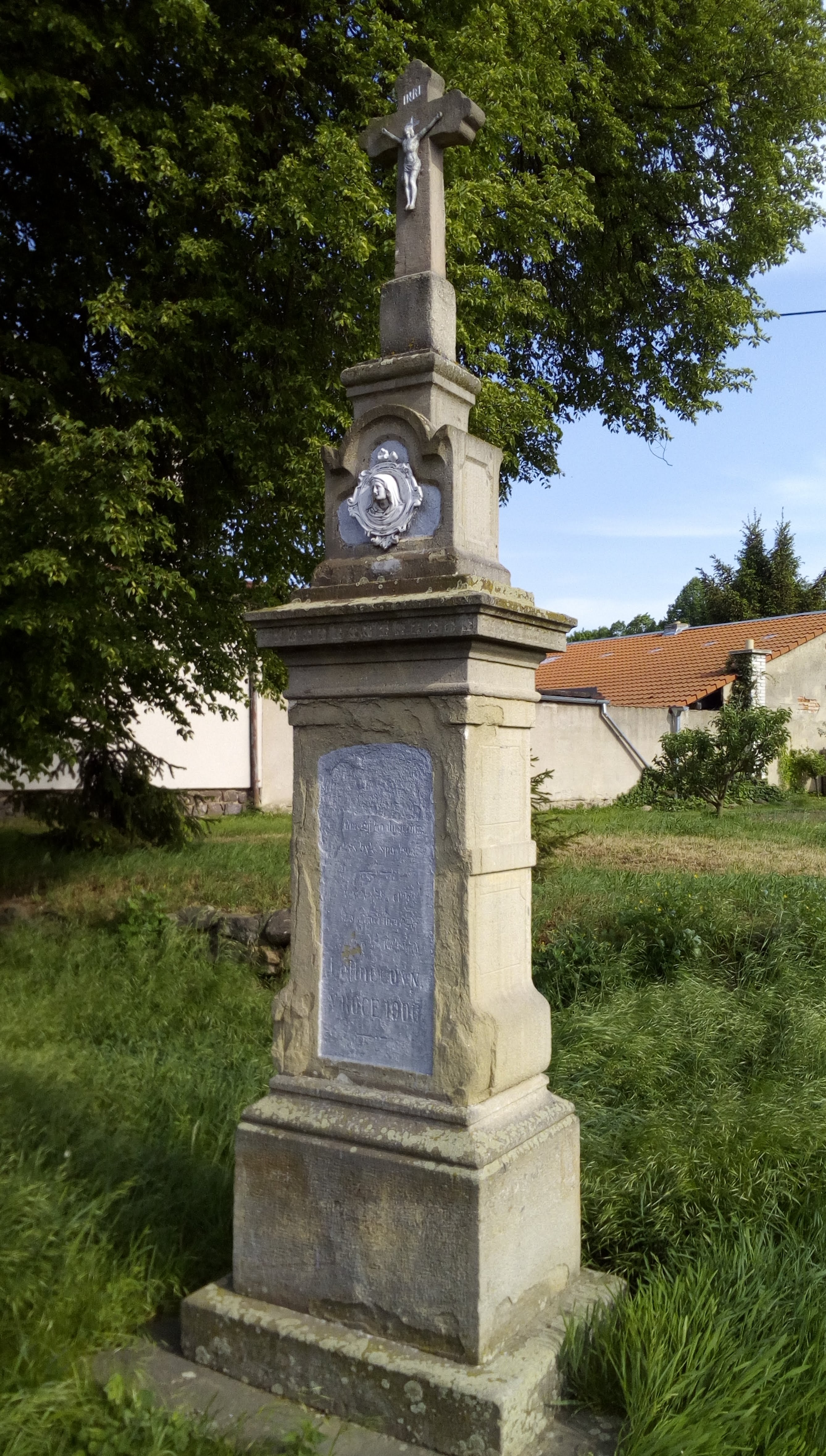
Wegkreuz am Abzweig nach Polánka

Řeznovice (deutsch Rzesnowitz, 1939–45 Resnowitz) ist ein Ortsteil der Stadt Ivančice in Tschechien. Er liegt fünf Kilometer südwestlich von Ivančice und gehört zum Okres Brno-venkov.

## Geographie
Řeznovice erstreckt sich am rechten Ufer der Jihlava an den Einmündungen der Bäche Řeznovický potok und Polánka in der Boskovická brázda (Boskowitzer Furche) in Südmähren. Nordöstlich erhebt sich der Bouchal (277 m n.m.), im Südosten der Na Babě (Budkowitzer Berg, 328 m n.m.) sowie südwestlich  der Špilberk (361 m n.m.) und die Záklaty (384 m n.m.). Das Dorf liegt am Rande des Naturparks Střední Pojihlaví.
Nachbarorte sind Nová Ves, Dolina und Oslavany im Norden, Letkovice im Nordosten, Alexovice im Osten, Budkovice im Südosten, Rokytná im Süden, Polánka und Jamolice im Südwesten sowie Hrubšice im Nordwesten.

## Geschichte
Die Kirche St. Peter und Paul entstand in der zweiten Hälfte des 12. Jahrhunderts. Erstmals urkundlich erwähnt wurde Řeznovice im Jahre 1258 als Besitz der Propstei St. Hippolyt auf dem Pöltenberg. Diese tauschte das Gut 1259 bei der Zisterzienserinnenabtei Vallis Sanctae Mariae in Oslawan gegen deren Anteil von Mašovice ein. Zum Ende des 13. Jahrhunderts erwarben die Gomolitzer Tempelherren das Gut. Das Kollegiatkapitel Altbunzlau trat 1276 das Kirchpatronat an die Prämonstratenserinnenabtei Rosa Coeli ab; im Jahre 1349 übernahm es das Altbrünner Zisterzienserinnenstift Maria Saal. Die älteste Nachricht über die Feste Řeznovice erfolgte 1373 als Besitz des Bohuslaw von Witschkow (Bohuslav z Víckova). Später waren die Herren von Leipa mit der Feste und dem Dorf belehnt und schlugen das Gut 1379 ihrer Herrschaft Tempelstein zu. Nachdem die Feste während des böhmisch-ungarischen Krieges erlosch, wurde an ihrer Stelle ein Meierhof, später auch der Pfarrhof angelegt. Wahrscheinlich wurde das Gut in dieser Zeit der Herrschaft Oslawan zugeschlagen. Seit dem Ende des 16. Jahrhunderts bis zur 1620 erfolgten Rekatholisierung wirkten in Řeznovice evangelische Prediger. Die Pfarrei Řeznovice ging 1628 ein; danach war die Kirche eine Kommendata der Oslawaner Pfarrei, bis sie 1785 durch den Religionsfonds wieder zur Pfarrei erhoben wurde. Der Meierhof wurde 1785 aufgehoben. Im Jahre 1800 kaufte Johann Nepomuk von Scharff, der bereits seit 1789 Erbpächter war, die Herrschaft Oslawan von der k.k. Staatsgüter-Administration.
Bis ins 19. Jahrhundert war Řeznovice in zwei Dörfer unterteilt: das Oberdorf mit der Kirche lag auf dem Hügel über der Mündung des Řeznovický potok in die Jihlava, das Unterdorf auf dem Hügel an der Einmündung der Polánka. Entlang der zwischen den beiden Ortschaften angelegten Verbindungsstraße wuchsen diese zu einem Dorf zusammen.
Im Jahre 1835 bestand das im Brünner Kreis gelegene Dorf Ržesnowitz bzw. Řežnowice aus 49 Häusern, in denen 269 Personen lebten. Unter dem Patronat des Religionsfonds standen die dem Rossitzer Dekanat zugeordnete Pfarre, die Kirche St. Peter und die Schule. Im Ort gab es zudem ein stockhohes Wirtshaus und eine Schmiede. Ržesnowitz war Pfarrort für Alexowitz, Biskupska, Budkowitz, Hrubschitz und Polanka. Bis zur Mitte des 19. Jahrhunderts blieb Ržesnowitz der Allodialherrschaft Oslawan untertänig.
Nach der Aufhebung der Patrimonialherrschaften bildete Řeznovice / Rzesnowitz ab 1849 eine Gemeinde im Gerichtsbezirk Eibenschitz. Ab 1869 gehörte das Dorf zum Bezirk Brünn; zu dieser Zeit hatte Řeznovice 300 Einwohner und bestand aus 50 Häusern. Im Jahre 1900 lebten in Řeznovice 414 Personen; 1910 waren es 428. 1920 wurde die Gemeinde dem neu geschaffenen Okres Brno-venkov zugeordnet. Beim Zensus von 1921 lebten in den 90 Häusern des Dorfes 474 Personen, darunter 472 Tschechen. Im Jahre 1930 hatte Řeznovice 494 Einwohner und bestand aus 110 Häusern. Nach der deutschen Besetzung gehörte die Gemeinde Řeznovice / Resnowitz von 1939 bis 1945 zum Protektorat Böhmen und Mähren. Im Jahre 1948 wurde Řeznovice in den Okres Moravský Krumlov umgegliedert. 1950 lebten in Řeznovice 472 Personen. Im Zuge der Gebietsreform und der Aufhebung des Okres Moravský Krumlov kam die Gemeinde am 1. Juli 1960 zum Okres Brno-venkov zurück. Die Eingemeindung nach Ivančice erfolgte am 1. Juli 1980. Beim Zensus von 2001 lebten in den 141 Häusern von Řeznovice 374 Personen.

## Ortsgliederung
Der Ortsteil Řeznovice bildet einen Katastralbezirk.

## Sehenswürdigkeiten
- Romanische Kirche St. Peter und Paul, die Dreiapsidenkirche mit oktogonalem Turm wurde in der zweiten Hälfte des 12. Jahrhunderts aus Hrubšicer Sandstein errichtet. Die beiden Altäre wurden 1483 konsekriert. Im 16. Jahrhundert erfolgte der Anbau eines Schiffes. Das Hochaltarblatt mit dem Bildnis des hl. Petrus stammt von Winterhalder. In und um die Kirche befinden sich u. a Grabsteine des Tempelherrn Ekko, Landmeister für Böhmen und Mähren sowie ehemaliger Komtur von Tempelstein († um 1310), des Heinrich Herult von Herultowicz († 1548), des Johann Herult von Herultowicz auf Budkowicz († 1549) und dessen Witwe Bohunka von Hlistissowicz († 1574) sowie zweier Söhne der lutherischen Prediger Johann Sedlejowsky und Sebastian Misska von Saar aus der Zeit um 1600. Den Grabstein des Ekko ließ der Grundherr Johann Nepomuk von Scharff aus dem Fußboden des Schiffes in die Außenwand umsetzen. In den Jahren 1986–1987 erfolgte eine Instandsetzung durch den Bildhauer Miroslav Vochta.
- Rokokokreuz vor der Kirche, geschaffen in den 1770er Jahren
- Wegkreuz am Abzweig nach Polánka